# Клем-чаудер
Чаудер із молюсків — це будь-який із кількох супів із молюсками в американській кухні. Крім молюсків, звичайні інгредієнти включають нарізану кубиками картоплю, солону свинину та цибулю. Інші овочі зазвичай не використовуються. Вважається, що молюски використовували в супі через відносну легкість їх збирання. Чаудер з молюсків зазвичай подають із солоними крекерами або невеликими шестигранними крекерами з устриць.
Страва виникла на північному сході Сполучених Штатів, але зараз зазвичай подається в ресторанах по всій країні. Існує багато регіональних варіацій, але три найпоширеніших — це Нова Англія або «білий» суп з молюсків, який включає молоко або вершки, мангеттенський або «червоний» суп з молюсків, який включає помідори, і Род-Айленд або «прозорий» суп з молюсків, до складу якого не входить ні те ні те.